# Uclesia excavata
Uclesia excavata là một loài ruồi trong họ Tachinidae.